# 洛兹诺-亚历山德里夫卡
洛兹诺-亚历山德里夫卡（烏克蘭語：Лозно-Олександрівка），是烏克蘭東部盧甘斯克州斯瓦托韋區洛茲諾-亞歷山德里夫卡市鎮内的市級鎮及其行政中心。處於洛茲納河畔，離俄羅斯別爾哥羅德州邊界約5.8公里。始建於1705年，面積5.95平方公里，海拔高度97米，2013年人口970，人口密度每平方公里163.03人。